# Reñaca

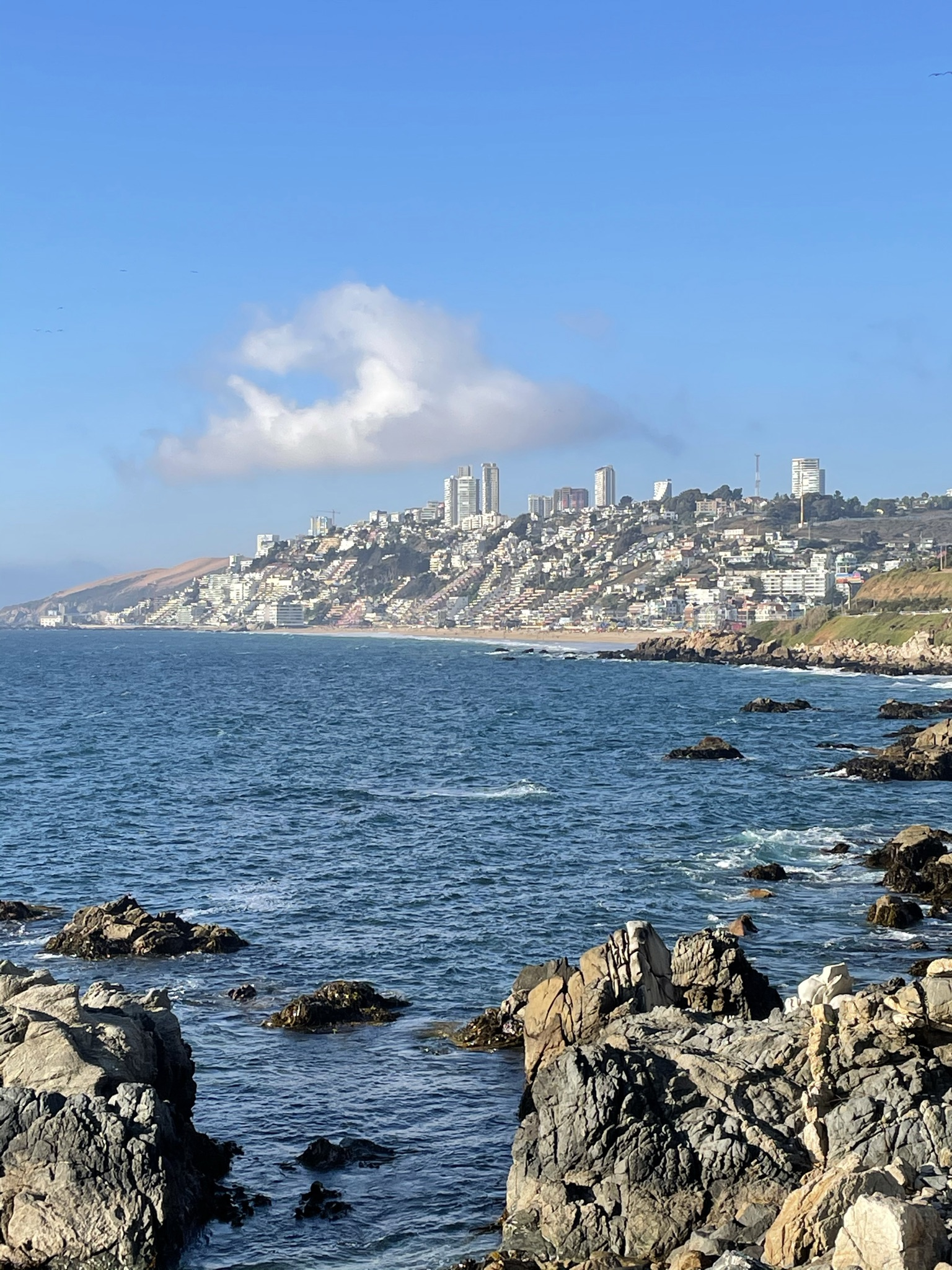
Vista panorámica de Reñaca.

Reñaca es una localidad chilena perteneciente a la comuna de Viña del Mar, en la Región de Valparaíso. Esta zona es principalmente turística, residencial y es uno de los sectores exclusivos del Gran Valparaíso. Característico por su extensa playa y edificios escalonados en las laderas de los cerros, cada año se transforma en el centro de la diversión veraniega del litoral central.

## Historia

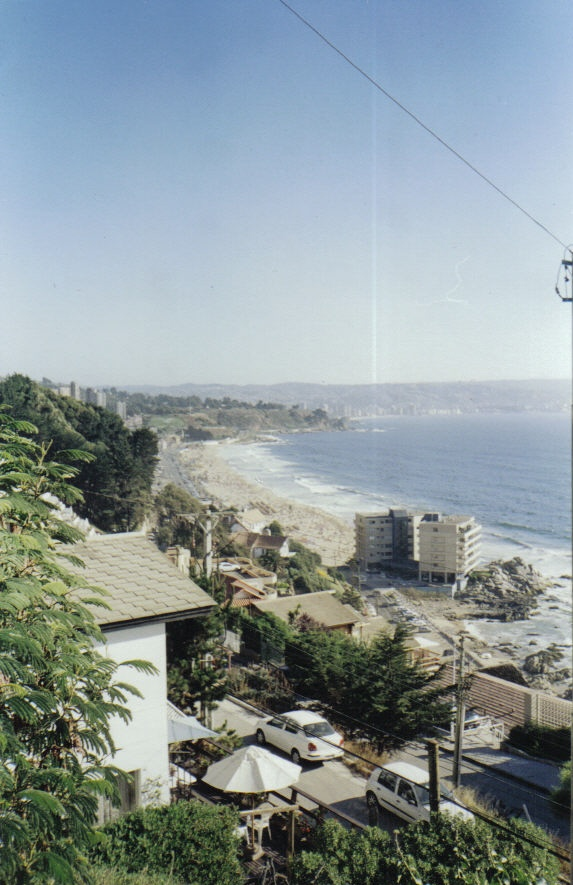
Reñaca.

### Formación
El origen de la localidad Reñaca se remonta a 1905 cuando el heredero de la Hacienda de Viña del Mar, Salvador Vergara Alvares junto a Gastón Hamel de Souza, formó la "Sociedad Inmobiliaria Montemar", para urbanizar la playa de Reñaca. Solo en 1912 se protocoliza el plano que abarca solo la superficie plana en torno al estero. Poco más tarde surgen las primeras casas a lo largo de las calles Vicuña Mackenna y Balmaceda, ambas paralelas al estero y junto a sus riberas. A lo largo de los años ha tomado un fuerte crecimiento de casas y edificios. Hoy en día, Reñaca se compone en su gran mayoría por personas de clase alta y media-alta. 
El camino costero fue extendido hasta Concón en 1917, pero la playa de Reñaca permaneció desierta por algunos años. Solo hacia 1940 comienza a edificarse en la calle que bordea la costa y pronto se llenó de segundas residencias de gente que vivía en Santiago, hoy casi todas reemplazadas actualmente por modernos edificios. Pese a este desarrollo inmobiliario, la gran playa de Reñaca continuaba siendo poco visitada, ya que sus aguas se consideraban peligrosas para el baño debido al intenso oleaje que frecuentemente se observa en la zona.

### Despegue urbanístico

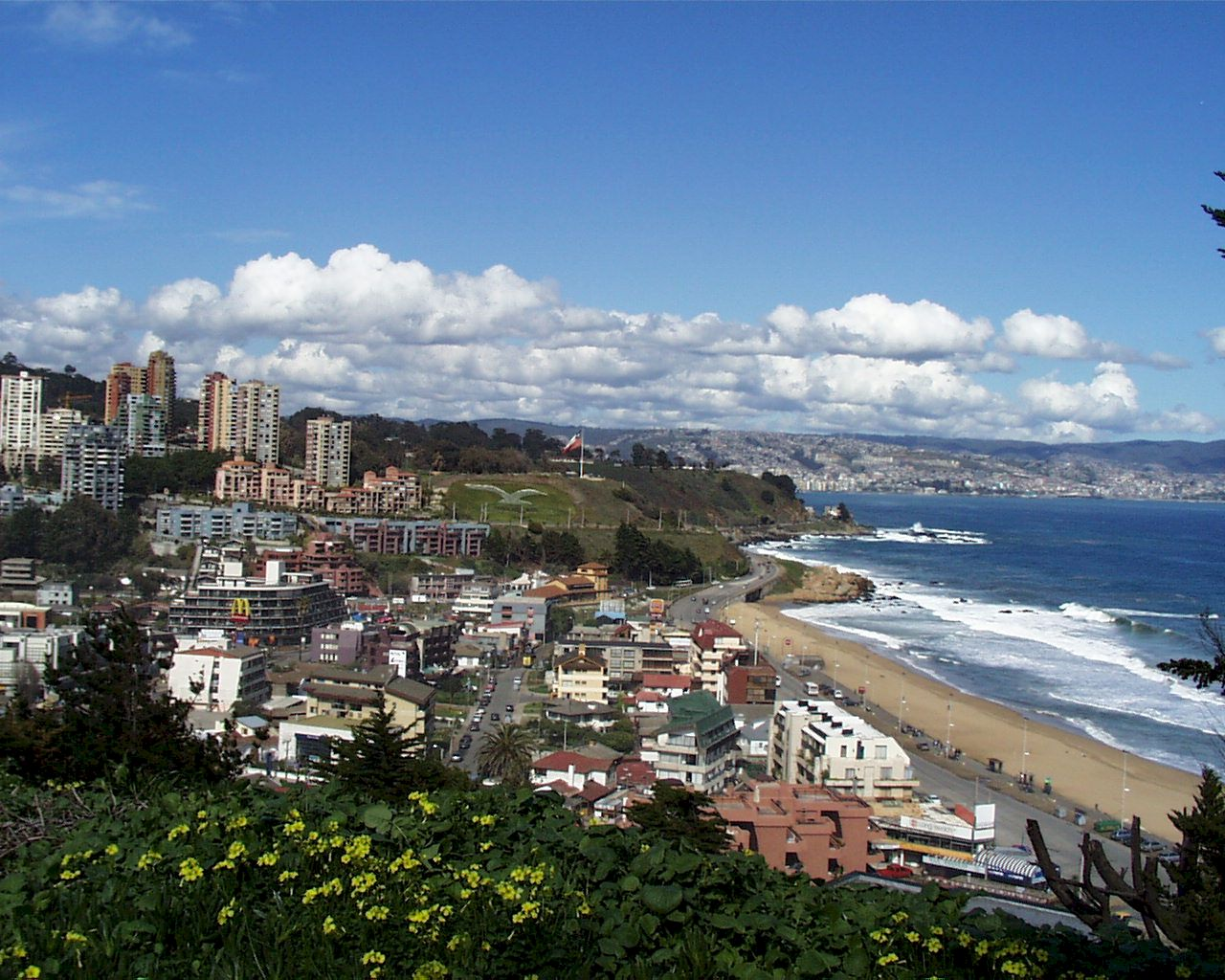
Visión panorámica de Reñaca.

Apenas en 1965 comienza a transformarse en el más importante centro del acontecer veraniego. Su playa se urbaniza y se inicia un vertiginoso proceso constructivo en que casas recién levantadas fueron derribadas, para dar paso a los espectaculares edificios escalonados en la ladera. Se reconstruye todo el frente costero, sobre terrenos considerados los más caros del país y también hasta la cima de las dunas, tanto con residentes permanentes como visitantes. El “sector 5” es considerado como el lugar más exclusivo del balneario, donde se asentaron familias de clase alta y famosos.

### Jardín del Mar
En 1980 aparece el barrio Jardín del Mar en el sur del estero Reñaca. Una gran urbanización residencial que en una década cubrió el lugar de casas y edificios de hasta 25 pisos de altura, transformando a Reñaca en el núcleo de mayor desarrollo urbano en todo el Gran Valparaíso. Jardín del Mar se caracteriza por ser un barrio residencial de clase alta y media-alta, con poco movimiento vehicular y peatonal. El barrio está emplazado en una ladera y la mayor parte de su superficie no es plana.

### Los Almendros
Simultáneamente, en los mismos años 80, en los cerros al norte del estero, aprovechando la vista y posibilidades que ofrecía el lote D del potrero de los Almendros y del Zapallo, de propiedad original de doña Carmen Hamel, a quien le adquirió la sociedad formada por don Andrés Barilari Galleguillos y doña Alma Cid de Arévalo,  comienza el desarrollo de una modernísima urbanización, diseñada por el arquitecto viñamarino Julio Costa Olivares, con lotes de gran tamaño (en general sobre los 600 metros 2). Fue una de las pioneras en Chile de tener todo el cableado de sus servicios en forma subterránea y con modernos sistemas de distribución y extracción de aguas, buenos pavimentos y aceras, el que iba junto con el desarrollo y florecimiento económico que comenzaba a tener Chile en la época. Surge así, en la parte alta de la calle Bulnes, un sector elegantemente urbanizado ubicado más arriba de la planta embotelladora Nobis (ubicada en la actual calle Julio Fossa), y sobre la fábrica de ladrillos (actual condominio Terra Verde), que tenía su propio pozo de agua (ubicado en la actual rotonda alta de Bulnes). Esta urbanización se denominó “Los Almendros de Reñaca” y su calle principal, que rodea el cerro en forma de herradura, se nombró como Martín de Salvatierra, en homenaje al obispo de la ciudad de Rodrigo en la España de fines del siglo XVI.

### Barrios principales
Los Almendros y Jardín del Mar se caracterizan por ser barrios de clase alta y clase media-alta, netamente residenciales y sin ninguna forma de comercio, por lo que sus calles son muy tranquilas y con poco movimiento vehicular y peatonal, con la excepción de las avenidas principales. Ambos barrios están emplazados en las laderas que desaguan al estero de Reñaca y por lo tanto sus casas y calles están en declives. (ref.: Viña del Mar Travel). No obstante, hay una diferencia en sus orígenes, en Jardín del Mar se hizo lotes de 300, 450 y 600 metros2 , mientras que en la concepción de Los Almendros, el loteo superaba en general los 500 metros2, con la pretensión de que en su plan regulador, más un compromiso en la escritura de venta y registro en el conservador, se lograra que las edificaciones fuesen de mayor tamaño. La calidad del pavimento en la calle principal que rodea todo el cerro, Martín de Salvatierra, era muy buena, las veredas también y los postes de iluminación eran eficientes para su propósito.

### Intentos por declararse comuna

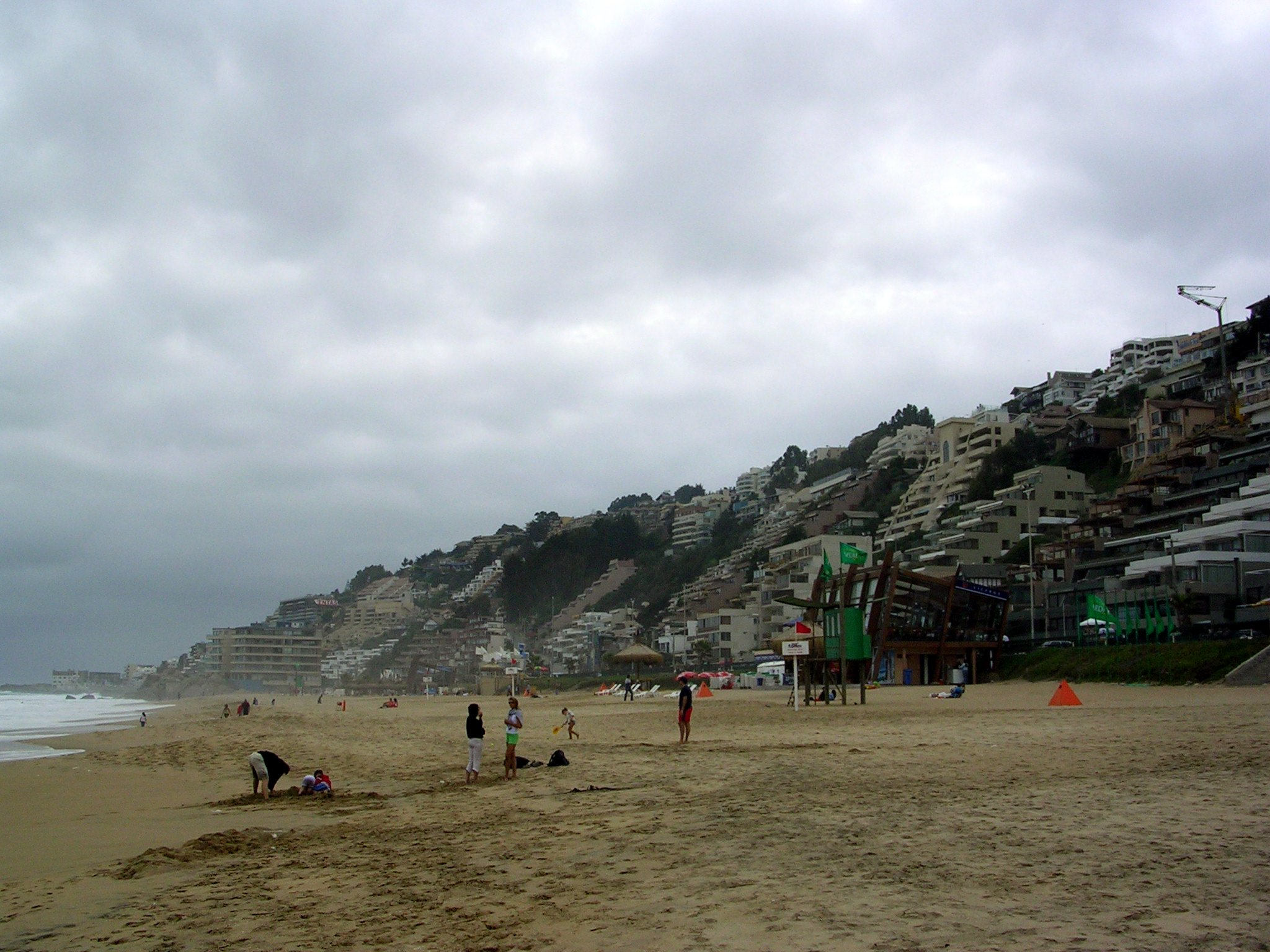
Edificios residenciales en el borde costero.

Reñaca es parte integrante de la comuna de Viña del Mar y, como tal, carece de autonomía administrativa o de la capacidad de tomar sus propias decisiones. Depende, en términos absolutos, de la Ilustre Municipalidad de Viña del Mar. Sin embargo, debido a su explosivo crecimiento demográfico, se ha planteado en varias ocasiones, particularmente desde el año 2000 en adelante, la intención de sus habitantes por convertir la localidad en una comuna independiente. Argumentan que son los mayores contribuyentes económicos de Viña del Mar, y que en retribución no se invierte lo suficiente en ellos, por lo que aspiran a obtener independencia administrativa para que sus fondos se queden en el lugar y no sean destinados a financiar mejoras en otros barrios alejados. Sin embargo, estos argumentos no toman en cuenta todo el sector de Reñaca Alto, Mirador de Reñaca, Villa Rukan y la población Glorias Navales, motivo por el cual no se ha seguido reclamando la independencia de Reñaca, ya que si ésta se transforma en comuna, también debería ser parte de ella todos los suburbios que se encuentran adyacentes.
De todas maneras, bajo el mandato de la alcaldesa Virginia Reginato, se ha impulsado un programa para fortalecer a Reñaca como centro turístico costero y posicionarlo de forma definitiva a nivel internacional.[cita requerida]

#### Posible anexión a Concón
Luego de varios intentos fallidos por convertirse en una comuna independiente, el abogado Eduardo Urbina en 2021 propuso anexar a Reñaca a la comuna de Concón argumentando que siempre han sido una sola unidad geográfica y que actualmente el desarrollo inmobiliario logró terminar con el límite Reñaca-Concón, motivando a los vecinos de Reñaca a preferir los servicios que ofrece Concón que viajar hasta el centro de Viña del Mar.

## Educación
Reñaca es sede del colegio británico más antiguo de Sudamérica, The Mackay School, fundado en Valparaíso en 1857 por colonos británicos. Otros colegios que también tienen sus instalaciones en Reñaca, especialmente en la zona conocida como "La Foresta", son el Lycée Jean D'Alembert de la Alianza Francesa y el Colegio Sagrada Familia.

### Universidades
En Reñaca también se encuentra el antiguo campus central de la Universidad Marítima de Chile, que cuenta con instalaciones que cubren unos 25 000 m², en terrenos contiguos a una gran base perteneciente a la Armada de Chile. Dicha casa de estudios fue adquirida durante 2007 por la Universidad Andrés Bello y pasó a formar parte de sus activos.
En el sector costero —cerca de Cochoa— se encuentra la Facultad de Ciencias del Mar de la Universidad de Valparaíso, y en el centro de Reñaca, a pasos de la avenida José Manuel Balmaceda, se construyó en el año 2007 la casa central de la Universidad del Mar, que en términos de infraestructura es el mayor centro de educación superior establecido en el área. Dicha universidad quebró, y ahora es propiedad de la Universidad de Valparaíso, luego de haber comprado el terreno. Tras esto, se convirtió en su facultad de medicina desde 2016, denominándola como «Campus de la Salud de Reñaca».

## Lugares de interés

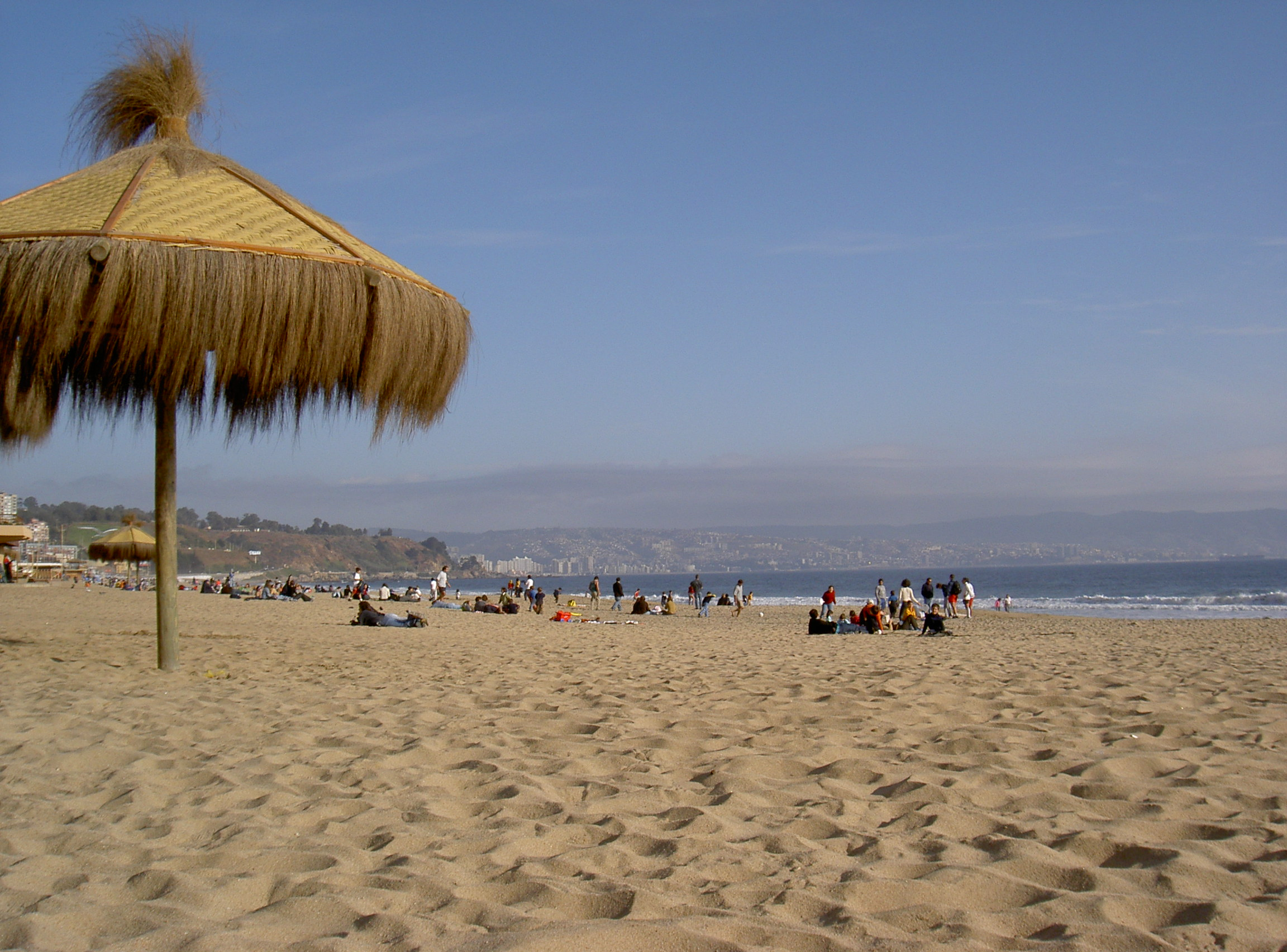
Playa de Reñaca.

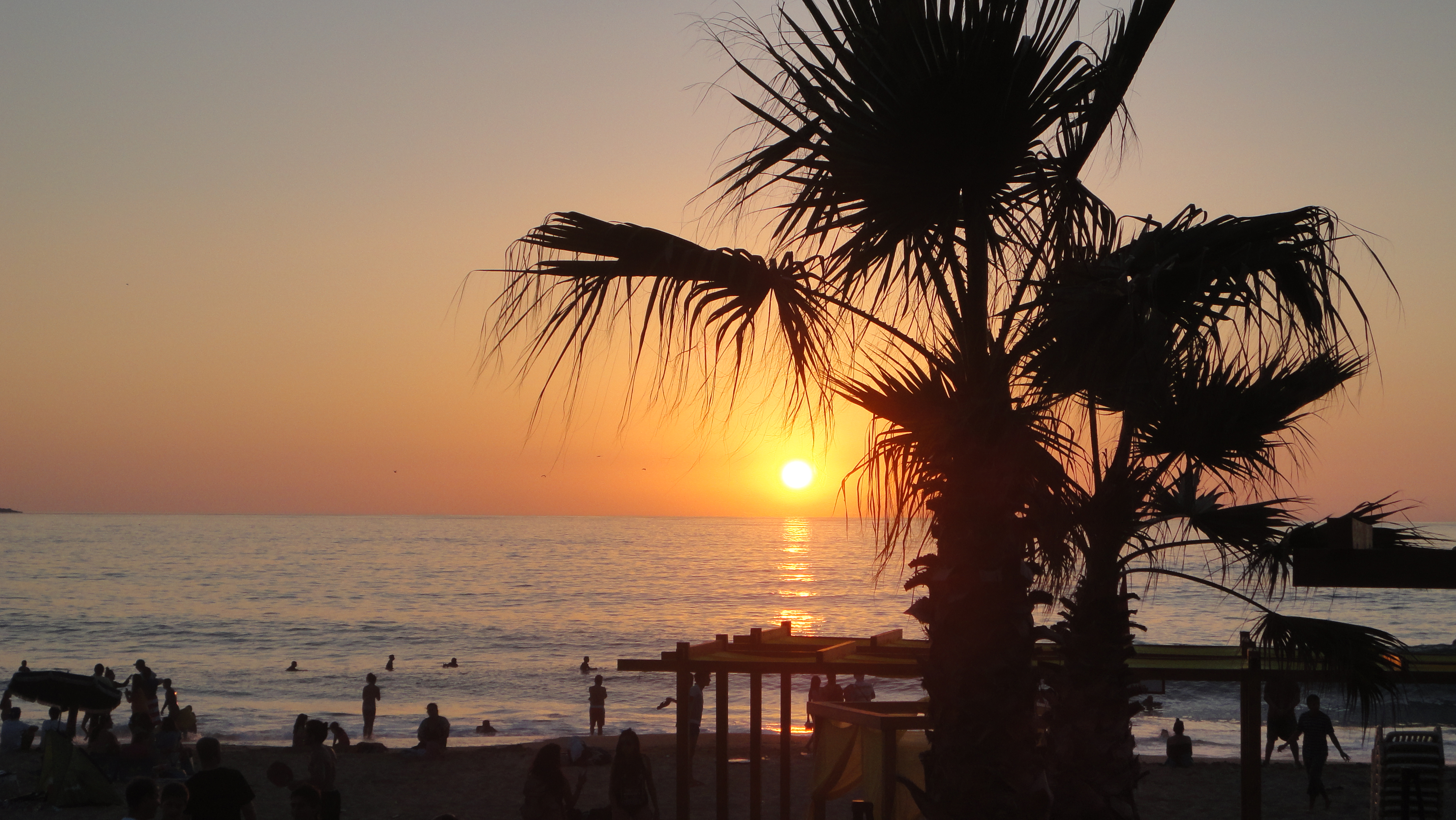
Puesta de sol en Reñaca.

### Playa de Reñaca
La playa de Reñaca es el centro juvenil de la comuna de Viña del Mar y de la ciudad de Valparaíso. Por lo mismo, en la Avenida Borgoño, que se extiende hasta el vecino municipio de Concón, en el sector norte del área metropolitana porteña, hay varios bares, discotecas, restaurantes, cafeterías, etcétera, como también en otros lugares del plan del poblado.
También se ha generado un área residencial de alto valor comercial en las inmediaciones de la playa, con las características construcciones con forma de escalón. Reñaca es visitada por personas de todo el país y muchos turistas extranjeros, sobre todo de Argentina.
Dada la importancia turística de Reñaca dentro del gran Valparaíso, las empresas publicitarias despliegan allí los llamados "teams" de jóvenes modelos que hacen publicidad de diversos productos y además realizan eventos afines. Del mismo modo, algunas estaciones de televisión se instalan allí para transmitir su programación de verano.

### Plaza Reñaca
Es unos de los 6 centros comerciales que se ubican en Viña del Mar, el centro comercial tiene más de 60 tiendas de vestuario y otros tipos de locales, entre ellos Sassy, Ficcus, Diva Secret, Espirit, Isabel Cordon, Core, Le Coq Sportif, entre otros.

### Cochoa

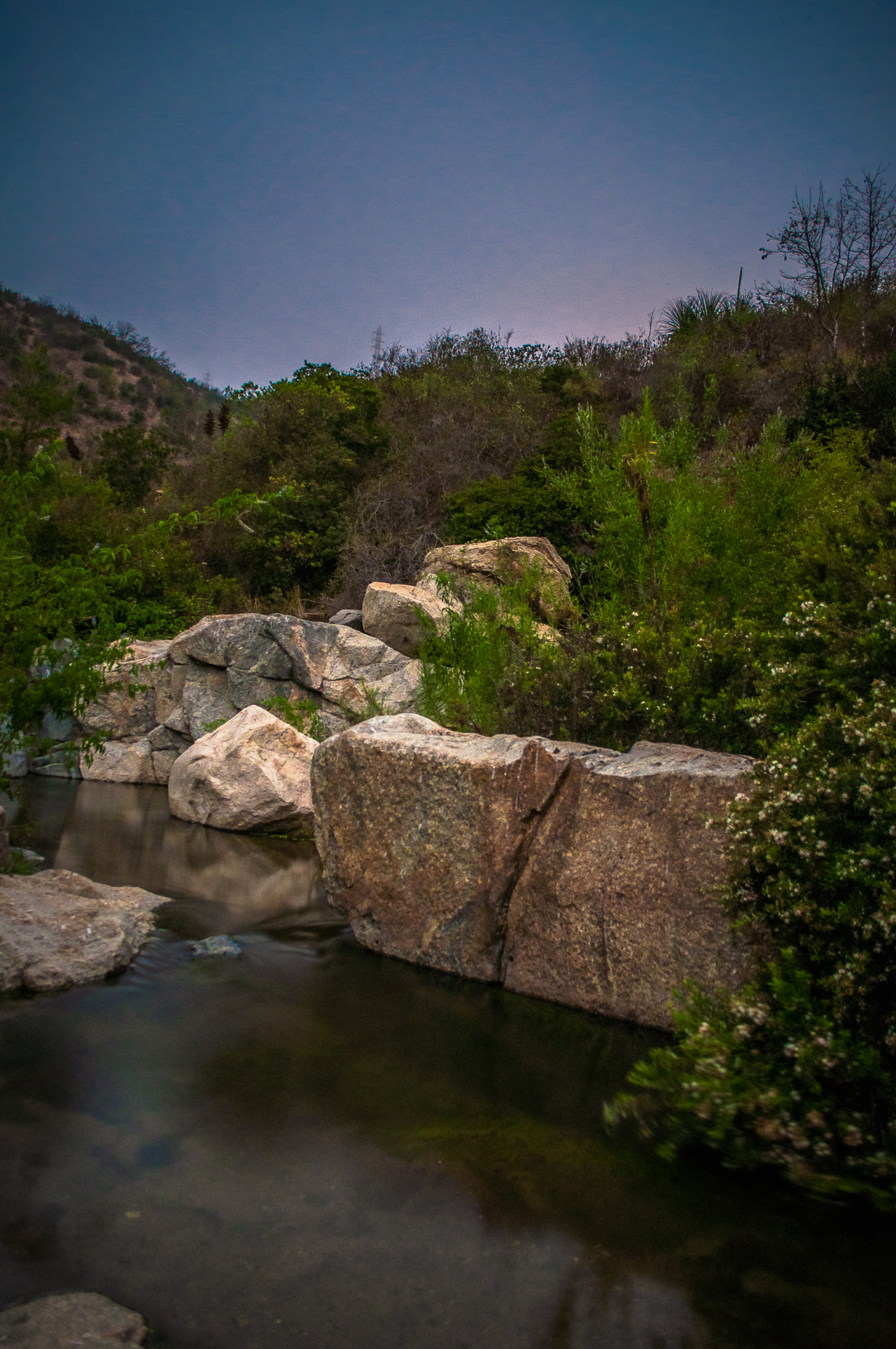
Caudal del estero Reñaca por el Parque natural Gómez Carreño.

Un poco más al norte, a 3 km aproximadamente, se encuentra el pequeño poblado de Cochoa (en mapudungun co-chuy; Co: Agua, Chuy: Salada) que cuenta con varios restaurantes (especialmente de mariscos). La playa de Cochoa es pacífica, de aguas tranquilas, y con un ambiente bastante más familiar. Pero el vertiginoso crecimiento de Reñaca ha avanzado hasta llegar a Cochoa, donde se están construyendo una gran cantidad de proyectos inmobiliarios y comerciales.

### Parque natural Gómez Carreño
El parque natural Gómez Carreño cuenta con 536 hectáreas de bosque nativo esclerófilo costero, donde se pueden avistar gran cantidad de flora y fauna endémica de la región, incluyendo el Zorro Chilla, Cururo, Quique (en peligro de extinción), etc. Aves como el Aguilucho, Tucuquere, Siete Colores, Rara, etc. También se puede encontrar uno de los más grandes bosques de Bellotos del norte (más de 200 ejemplares), que es uno de los árboles en Chile declarado monumento natural. Además del Chagual Azul, Arrayán Rojo.

### Parque Gastón Hamel Parot
En 2018 la Sociedad Inmobiliaria e Inversiones Reñaca Norte S.A. anunció la construcción de un nuevo espacio urbano de área verde en Reñaca llamado parque La Foresta de Reñaca de inicialmente 28 mil metros cuadrados, proyecto que incluía la habilitación de nuevas vías de circulación intermedias, mejoramiento de un tramo de la avenida Edmundo Eluchans y la ampliación final de la avenida Bosques de Montemar hasta la rotonda de la nueva avenida La Foresta de Reñaca. El parque fue inaugurado en enero de 2021 con un total 36 mil metros cuadrados de extensión con 28 mil de estos de áreas verdes, comprendido desde avenida Edmundo Eluchans hasta avenida Gastón Hamel Nieto. El parque fue diseñado por el paisajista chileno Juan Grimm e incluye 1370 árboles y arbustos, dos piletas, pérgolas, juegos infantiles, máquinas de ejercicio y un espacio reservado para equipamiento.
En agosto de 2024 la municipalidad de Viña del Mar reveló los resultados de una consulta ciudadana que proponía renombrar el parque La Foresta de Reñaca. La opción ganadora fue "Parque Gastón Hamel Parot", propuesto como homenaje al empresario que falleció en junio de 2023 y que urbanizó y desarrolló gran parte de Reñaca, incluyendo el parque que fue donado por él para la comuna.

## Eventos
Reñaca es uno de los múltiples lugares en donde la gente se reúne el 31 de diciembre para ver el Festival Pirotécnico del Gran Valparaíso, que se realiza cada año nuevo en las comunas de Valparaíso, Viña del Mar y Concón. Desde el año nuevo de 2007 se instala una balsa para el lanzamiento de fuegos artificiales frente a la playa del lugar, lo que ha contribuido a atraer más público.
En enero de cada año se realiza el campeonato internacional de rugby Seven organizado en The Mackay School, que atrae a miles de personas fanáticas de este deporte.